# Резоваць
Резоваць (хорв. Rezovac) — населений пункт у Хорватії, в Вировитицько-Подравській жупанії у складі міста Вировитиця.

## Населення
Населення за даними перепису 2011 року становило 1 303 осіб.
Динаміка чисельності населення поселення:

## Клімат
Середня річна температура становить 11,39 °C, середня максимальна – 25,34 °C, а середня мінімальна – -4,99 °C. Середня річна кількість опадів – 790 мм.
| Клімат поселення                              | Клімат поселення | Клімат поселення | Клімат поселення | Клімат поселення | Клімат поселення | Клімат поселення | Клімат поселення | Клімат поселення | Клімат поселення | Клімат поселення | Клімат поселення | Клімат поселення | Клімат поселення |
| Показник                                      | Січ.             | Лют.             | Бер.             | Квіт.            | Трав.            | Черв.            | Лип.             | Серп.            | Вер.             | Жовт.            | Лист.            | Груд.            |                  |
| Середній максимум, °C                         | 6,26             | 8,02             | 12,61            | 17,07            | 22,26            | 25,34            | 24,81            | 24,36            | 19,97            | 15,14            | 9,51             | 5,08             |                  |
| Середня температура, °C                       | 0,62             | 2,39             | 6,97             | 11,46            | 16,64            | 19,72            | 21,46            | 21,02            | 16,60            | 11,80            | 6,18             | 1,75             |                  |
| Середній мінімум, °C                          | −4,99            | −3,23            | 1,37             | 5,82             | 11,01            | 14,10            | 18,12            | 17,67            | 13,25            | 8,47             | 2,83             | −1,59            |                  |
| Норма опадів, мм                              | 47               | 42               | 49               | 62               | 76               | 92               | 75               | 80               | 67               | 67               | 76               | 57               |                  |
| Середньомісячна швидкість вітру, м/с          | 2.20             | 2.50             | 2.80             | 2.70             | 2.40             | 2.20             | 2.12             | 1.93             | 2.00             | 2.03             | 2.20             | 2.22             |                  |
| Середньомісячна сонячна радіація, кДж/м²·день | 4125             | 6882             | 10810            | 15251            | 19343            | 21351            | 22125            | 19699            | 14536            | 9017             | 4689             | 3437             |                  |
| --------------------------------------------- | ---------------- | ---------------- | ---------------- | ---------------- | ---------------- | ---------------- | ---------------- | ---------------- | ---------------- | ---------------- | ---------------- | ---------------- | ---------------- |
| Джерело:                                      |                  |                  |                  |                  |                  |                  |                  |                  |                  |                  |                  |                  |                  |